# Fernanda Aguirre
Fernanda Nicole Aguirre Ramírez (29 de julio de 1997) es una deportista chilena que compite en taekwondo.
Ganó una medalla de bronce en los Juegos Panamericanos de 2019 y tres medallas de bronce en el Campeonato Panamericano de Taekwondo entre los años 2018 y 2022.
Clasificó a los Juegos Olímpicos de Tokio 2020, donde iba a debutar el 24 de julio de 2021, pero al llegar a Japón dio positivo por COVID-19, razón por la cual quedó relegada de la competición. En los Juegos Olímpicos de París 2024 perdió en primera ronda ante la turca Nafia Kuş.

## Palmarés internacional
| Juegos Panamericanos    | Juegos Panamericanos         | Juegos Panamericanos | Juegos Panamericanos |
| Año                     | Lugar                        | Medalla              | Categoría            |
| ----------------------- | ---------------------------- | -------------------- | -------------------- |
| 2019                    | Lima (Perú)                  | Medalla de bronce    | –57 kg               |
| Campeonato Panamericano |                              |                      |                      |
| Año                     | Lugar                        | Medalla              | Categoría            |
| 2018                    | Spokane (Estados Unidos)     | Medalla de bronce    | –57 kg               |
| 2021                    | Cancún (México)              | Medalla de bronce    | –57 kg               |
| 2022                    | Punta Cana (Rep. Dominicana) | Medalla de bronce    | –57 kg               |